# Saison 1933-1934 de l'Amiens AC
Maillots
Chronologie
Saison précédente Saison suivante
La saison 1933-1934 de l'Amiens AC est la saison sportive de septembre 1933 à mai 1934 de l'Amiens Athlétic Club, club de football situé à Amiens.
L'Amiens AC dispute sa première saison en professionnel, un an après la création de ce statut en France. Le club est engagé en Division Interrégionale, le 2e niveau professionnel. Il termine à la 8e place, avec neuf victoires, trois nuls et douze défaites. En Coupe de France, le club est éliminé en quart de finale par le FC Sète, futur vainqueur de l'épreuve et champion de France.

## Historique

### Contexte
Le championnat de France professionnel est instauré en France en 1932. Alors qu'il est l'un des meilleurs clubs de France, l'Amiens Athlétic Club décide en juin 1932 de ne pas adhérer au professionnalisme. Cette décision a pour conséquence le départ des meilleurs joueurs du club vers des équipes professionnelles. Ernest Libérati part au SC fivois, Célestin Delmer à l'Excelsior AC, Masset à l'Olympique d'Antibes, tandis que Paul Nicolas et Urbain Wallet prennent leur retraite. Après une terne saison 1932-1933 jouée en amateur en Division d'Honneur du Nord, le club décide en juin 1933 d'adhérer au professionnalisme pour rester parmi l'élite du football français. L'Amiens AC doit alors démarrer au deuxième niveau professionnel, appelé Division Interrégionale. Le comité directeur du club décide de créer une commission du professionnalisme pour gérer la nouvelle équipe professionnelle. Elle comprend M. De Butler, président du club, Frédéric Petit, fondateur du club et alors président du Tribunal de Commerce, les ingénieurs M. Charlier et M. Herbet, M. Pasquier et M. Vandal,.
Paul Nicolas prend en charge l'équipe en tout début de saison, avant que le Hongrois Ferenc Kónya ne soit engagé comme entraineur, en provenance du CA Paris, club de Division Nationale,. De nombreux changements sont effectués dans l'équipe. Beaucoup de joueurs continuent en amateur. Viseur, Marin, André Hurtevent et Leroy signent au SC Abbeville, Bélison et Damay au SC Albert, Grandsert part rejoindre Maurice Thédié au Stade amiénois. Les rumeurs fleurissent dans la presse amiénoise quant à quel international français ou quelle vedette étrangère va signer au club. L'Amiens AC recrute le gardien Israël Elsner, souple et élégant, l'international Augustin Chantrel, demi en provenance du Red Star Olympique, Guimas, du CA Vitry, les frères Louis et Henri Saint-Georges, dont le premier joue ailier droit et le deuxième ailier gauche, Labarbe, du Gallia Club ou encore Henri Ozenne, du RC Paris. L'accent est aussi mis sur le recrutement de joueurs d'Europe centrale, avec les arrivées des Hongrois Hawlick de l'OGC Nice et l'arrière Ferenc Niko du Stade rennais UC, des Autrichiens Ondrej, Ernst Löwinger et Karpfel, que Löwinger est directement aller chercher en Autriche, et des Tchèques Smejskal, Stejskal et Novacks en cours de saison. Quelques joueurs restent au club et passent professionnels, comme Georges Taisne, Balavoine, Gaston Tallayrack et Pierre Illiet.
L'Amiens AC est engagé dans le groupe Nord de la Division Interrégionale, qui comprend 14 clubs, dont quatre autres de la Ligue du Nord, le RC Calais, le RC Roubaix, l'US Tourcoing et l'US Valenciennes-Anzin. En fin de saison, le premier du classement est promu en Division Nationale tandis que les équipes classées de la 2e à la 4e place disputent un barrage d'accession avec le 2e du groupe Sud. Il n'y a pas de relégation, la pyramide professionnelle ne comptant que deux niveaux et étant déconnectée de la pyramide amateur. En Coupe de France, de par son niveau, le club débute au 4e tour, dernier tour préliminaire avant les 32e de finale.

### Résumé

#### Septembre-novembre
Le championnat de France de Division Interrégionale commence le dimanche 3 septembre 1933. Pour son premier match en professionnel, l'Amiens AC s'impose sur le terrain du Havre AC par 4-2. La semaine suivante, le club disputent son premier match professionnel dans son stade Moulonguet contre l'US servannaise et malouine. Les Servannais, dos au vent, dominent la première mi-temps et marquent rapidement avant une égalisation de Karfeld sur un centre de Louis Saint-Georges. Juste après la mi-temps, les Bretons reprennent l'avantage. La partie devient dure, avec deux blessés servannais et un amiénois, qu finissent par revenir sur le terrain. L'arbitre siffle à tort et à travers de nombreux coups francs qui exaspèrent le public. L'Amiens AC, profitant du vent, marque quatre buts, remporte le match 5-2 et s'empare de la première place du classement. Le club subit ensuite deux défaites à l'extérieur qui le font tomber à la 7e place : 3-1 contre le FC Mulhouse et 4-3 contre le rival du RC Roubaix après avoir été menés à la mi-temps par 3-0.

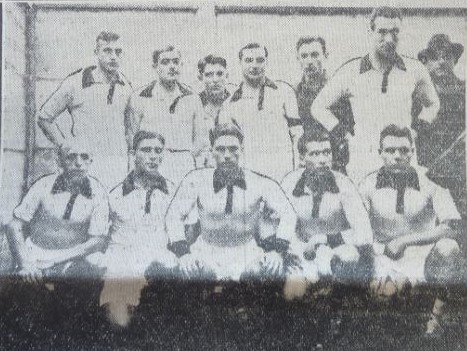
L'équipe le 22 octobre 1933 avant son match face au FC Rouen.

Le dimanche 1er octobre, l'Amiens AC reçoit le RC Strasbourg. Menés 1-0 à la mi-temps, les Amiénois renversent la situation et l'emportent 3-2 en marquant le but vainqueur en fin de rencontre. La rencontre de la 8e journée face au RC Calais est reportée. L'Amiens AC perd ensuite trois matchs consécutifs, entrecoupés d'un nouveau match reporté, contre US suisse, qui plonge le club à la 11e place au soir de la 10e journée. La rencontre face à l'US Tourcoing est émaillée d'incidents. Huit joueurs se blessent de part et d'autre. À 1-1, le Tourquennois Ladil et l'Amiénois Chantrel doivent quitter le terrain. Ladil revient après un quart d'heure, pendant lequel Tourcoing prend l'avantage à dix contre dix, tandis que Chantrel à la clavicule cassée. Juste après la mi-temps, Tallayrach sort aussi blessé. À neuf contre onze, Amiens prend trois buts et perd 5-1. L'Amiens AC perd 4-2 contre le FC rouennais le 22 octobre, malgré des buts de Karpfeld et Saint-Georges, puis 5-1 face au Red Star Olympique, avec quatre changements dans l'équipe dus à des blessures.
Dès le début de la saison, le club subit des défections. Courant novembre, Löwinger, constamment hors de forme, décide de quitter le club. André Lapierre, suspendu deux semaines par la commission professionnelle parce qu'il a eu des paroles un peu trop vives avec l'entraineur Ferenc Kónya, décide d'en faire autant. Pour pallier ces départs, Paul Nicolas est envoyé à Prague pour y engager de nouveaux éléments.

#### Novembre-janvier
La 11e journée est décalée au samedi 11 novembre pour tomber le jour des commémorations des 15 ans de l'armistice de 1918. L'Amiens AC reçoit l'US Valenciennes-Anzin. Après une première mi-temps animée, Valenciennes mène 3-2 sans qu'Amiens n'ait pu prendre l'avantage. Les Amiénois dominent toute la deuxième mi-temps et finissent par égaliser à la dernière minute par Karpfel. Le dimanche 19 novembre, l'Amiens AC fait son entrée en Coupe de France au 4e tour face aux amateurs de l'Association fraternelle de La Garenne-Colombes et s'impose largement par 10-1. En championnat, le club termine ses matchs aller par une défaite 4-3 sur le terrain du FC Metz, après avoir mené deux fois au score, puis par une victoire 4-2 sur le Club français grâce à des doublets de Taisne et Illiet, avec une bonne vitesse d'exécution des Amiénois, qui sont alors 11e avec un match en retard. Le week-end suivant est consacré aux 32e de finale de la Coupe de France. Amiens se qualifie aux dépens des amateurs de AS Troyes Sainte-Savine par 2-0.
Entretemps, Paul Nicolas est rentré de Prague avec trois joueurs tchèques : Smejskal, Stejskal et Novacks,. Leur niveau s'avère décevant. Qui plus est, Nicolas, malgré plusieurs voyages à Prague, n'obtiendra jamais leur qualification, indispensable pour les faire jouer en championnat. Dans le même temps, Ferenc Kónya est licencié pour indiscrétions et remplacé par Nicolas au poste d'entraineur. L'équipe continue de se désagréger, avec la fuite des Autrichiens Karpfel et Ondrej,.

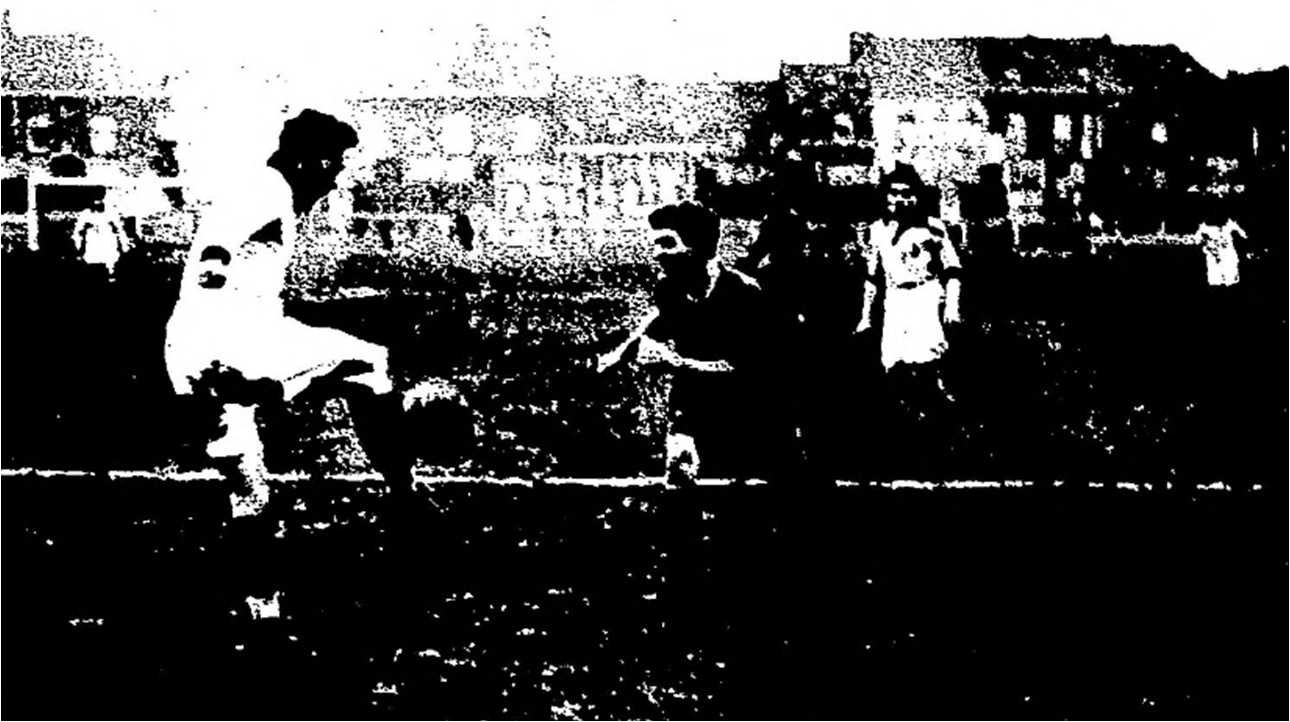
L'Amiens AC affronte le CA Paris en 8e de finale de la Coupe de France. Balavoine dégage le ballon, malgré une charge de Damour.

Les matchs retour commencent le 17 décembre par une victoire 3-2 sur Le Havre AC. Les Havrais jouent durement et commettent beaucoup de fautes, provoquant l’ire du public, qui envahit le terrain à la fin du match en conspuant l'arbitre et les joueurs havrais. La période de fin d'année est chargée. L'Amiens AC, sans parvenir à être dangereux, s'incline 3-1 à Saint-Malo le 25 décembre contre une équipe servannaise et malouine pourtant diminuée, rattrape son match en retard contre le RC Calais par une défaite 3-2, puis voit son match du 30 décembre contre l'US suisse une nouvelle fois reporté. Le club n'est alors que 12e avec cinq victoires en quatorze matchs, la plupart des équipes ayant aussi des matchs en retard.
L'année 1934 commence idéalement avec une large victoire 5-1 le jour de l'An sur le FC Mulhouse, puis une qualification à Roubaix en 16e de finale de la Coupe aux dépens des amateurs du RC lensois, battus 5-0, avec Illiet et Taisne qui continuent à marquer la plupart des buts amiénois. Le 8e de finale arrive le 4 février après deux matchs nuls 1-1 en championnat, contre le RC Roubaix, rencontre interrompue pendant dix minutes à cause de trombes d'eau, et contre le RC Strasbourg. L'Amiens AC rencontre le CA Paris à Tourcoing. Le club est dernier de Division Nationale, mais reste sur une victoire 6-1 contre l'OGC Nice à dix contre onze. Les Capistes ouvrent le score, mais, bien emmenés par les frères Saint-Georges sur les ailes, les Amiénois inscrivent quatre buts et éliminent leur premier club de première division,.

#### Février-mai

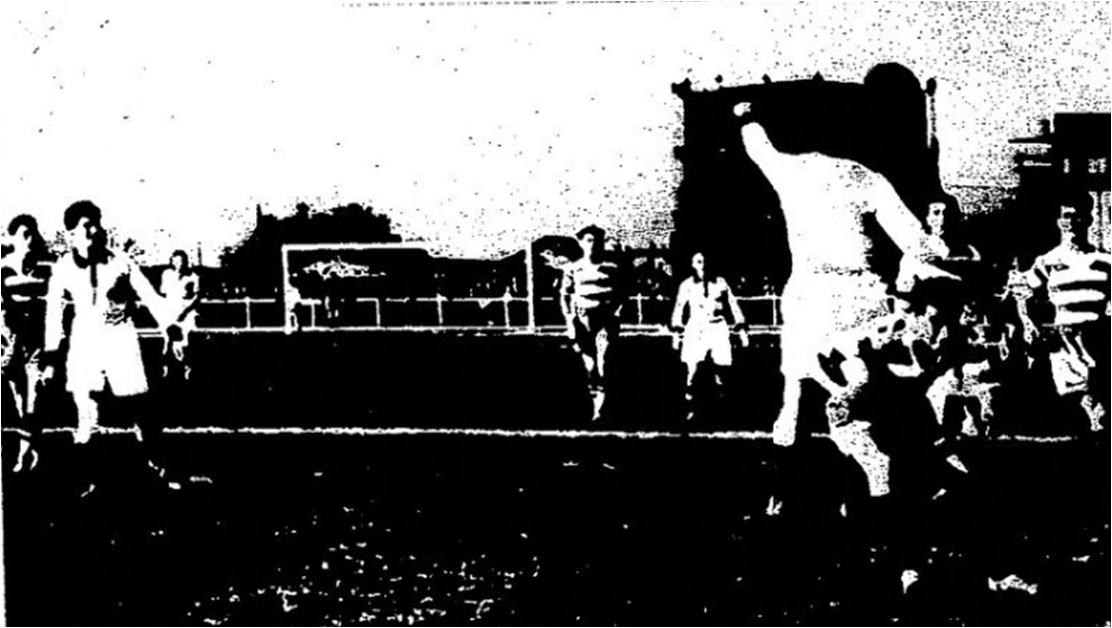
Les Amiénois sont opposés au FC Sète en quart de finale de la Coupe. Malgré une charge d'Ali Benouna, un Amiénois dégage du pied.

En championnat, l'Amiens AC se replace en 10e position après une défaite 2-0 contre le RC Calais et une victoire 3-1 contre l'US Tourcoing. Le quart de finale de la Coupe est programmé le 4 mars au stade Geoffroy-Guichard de Saint-Étienne, contre le FC Sète, alors premier de Division Nationale. Malgré la différence de niveau, le match est serré. Les Amiénois ont plusieurs occasions mais ne marquent pas. Les Sétois finissent pas prendre le jeu en main et marquent trois fois dans le dernier quart d'heure,.

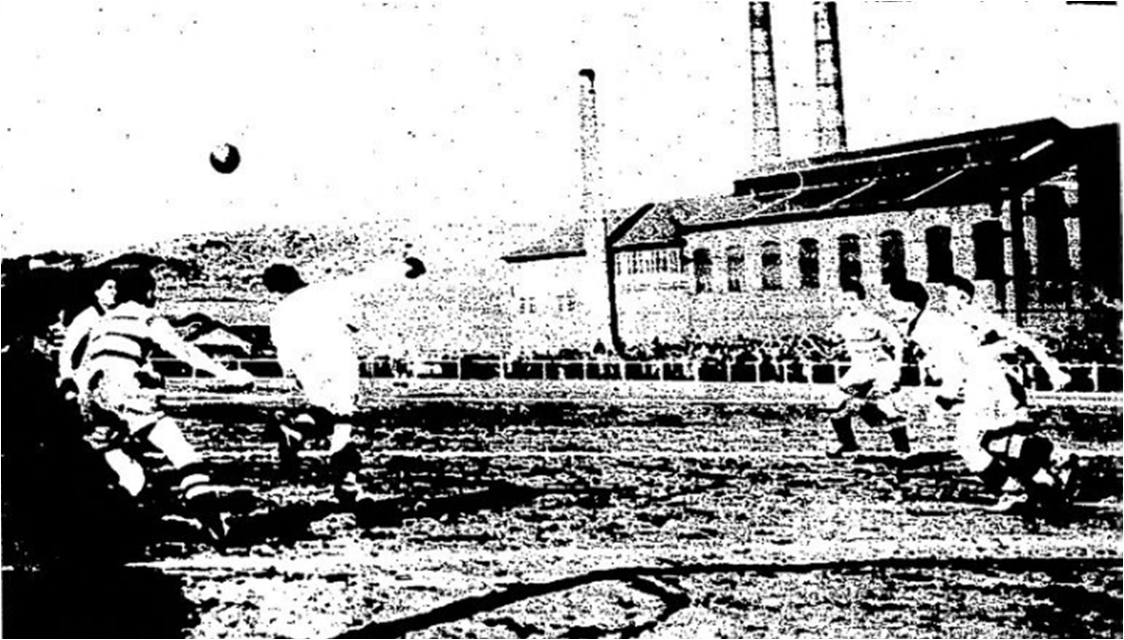
Le Sètois Yvan Beck, de dos à gauche, s’apprête à recevoir la balle et à dégager.

De retour en championnat, le club s'incline lourdement 4-0 contre le premier du championnat, le FC rouennais, les Amiénois étant handicapés par une blessure de Chantrel en deuxième mi-temps. Pour la 22e journée, l'Amiens AC doit jouer contre US suisse. Mais le club ne joue pas son match de la 21e journée et déclare forfait général dans la foulée. Tous les scores de l'US suisse sont annulés et un nouveau classement est publié avant la 22e journée. Ce forfait de l'US suisse, qui avait perdu presque toutes ses rencontres, mais n'avait pas encore joué contre l'Amiens AC, a pour conséquence de propulser les Amiénois à la 8e place au soir de la 22e journée. Le mois d'avril se poursuit par une victoire 4-2 contre le Red Star Olympique, les deux équipes pratiquant un très beau jeu, puis par deux défaites contre l'US Valenciennes-Anzin par 5-1 et contre le FC Metz par 3-2. Avant la dernière journée, Hawlick et les trois Tchèques quittent définitivement le club.
La 26e et dernière journée contre le Club français est prévue le 6 mai, mais la rencontre est décalée au 12 mai avec les deux derniers matchs en retard du championnat programmés le lendemain. Le seul enjeu pour les Amiénois est d'aller chercher la 8e place en cas de victoire, aux dépens de l'US Tourcoing. L'Amiens AC s'impose largement par 6-1, avec un quintuplé d'Illiet,, et termine donc son championnat à la 8e place, avec neuf victoires, trois nuls et douze défaites pour sa première saison en professionnel.

### Bilan
La première saison en professionnel s'avère compliquée pour l'Amiens AC, avec des résultats décevants et une équipe marquée par de nombreuses défections en cours de saison ainsi qu'un changement d'entraineur. Le passage au professionnalisme s'avère même délicat pour les caisses du club. En avril, les dirigeants, en proie à d'innombrables difficultés financières, songent même à l'abandonner. Finalement, en juin, grâce à des soutiens financiers, la commission professionnelle décide de se réengager en Division Interrégionale pour la saison 1934-1935.
Malgré ces difficultés, l'équipe enregistre quelques belles victoires, dont celle du 8 avril par 4-2 contre le Red Star Olympique, pourtant leader du championnat et qui compte plusieurs internationaux dans ses rangs. Pierre Illiet inscrit même trois buts dans la saison à Alexis Thépot, gardien de l'équipe de France. La saison est aussi embellie par le parcours en Coupe de France, l'équipe n'étant éliminé qu'en quart de finale par le FC Sète, le meilleur club de la saison, ou brillent des joueurs comme René Llense, Louis Gabrillargues, Yvan Beck et Istvan Lukacs. Le club devra attendre l'édition 2000-2001 pour retrouver les quarts de finale de la compétition.
| Rang | Équipe                     | Pts     | J       | G       | N       | P       | Bp      | Bc      | GA      |
| --- | -------------------------- | ------- | ------- | ------- | ------- | ------- | ------- | ------- | ------- |
| 1 | Red Star Olympique R       | 35      | 24      | 15      | 5       | 4       | 71      | 37      | 1,919   |
| 2 | FC rouennais               | 35      | 24      | 15      | 5       | 4       | 85      | 46      | 1,848   |
| 3 | FC Mulhouse R              | 31      | 24      | 14      | 3       | 7       | 58      | 39      | 1,487   |
| 4 | RC Strasbourg              | 30      | 24      | 13      | 4       | 7       | 64      | 42      | 1,524   |
| 5 | FC Metz R                  | 26      | 24      | 11      | 4       | 9       | 51      | 39      | 1,308   |
| 6 | RC Roubaix                 | 23      | 24      | 10      | 3       | 11      | 41      | 47      | 0,872   |
| 7 | US Valenciennes-Anzin      | 22      | 24      | 7       | 8       | 9       | 47      | 52      | 0,904   |
| 8 | Amiens AC                  | 21      | 24      | 9       | 3       | 12      | 59      | 65      | 0,908   |
| 9 | US Tourcoing               | 20      | 24      | 8       | 4       | 12      | 38      | 51      | 0,745   |
| 10 | Le Havre AC                | 19      | 24      | 8       | 3       | 13      | 48      | 61      | 0,787   |
| 11 | US servannaise et malouine | 18      | 24      | 7       | 4       | 13      | 39      | 67      | 0,582   |
| 12 | Club français R            | 17      | 24      | 5       | 7       | 12      | 43      | 73      | 0,589   |
| 13 | RC Calais                  | 15      | 24      | 5       | 5       | 14      | 31      | 56      | 0,554   |
| 14 | US suisse                  | Forfait | Forfait | Forfait | Forfait | Forfait | Forfait | Forfait | Forfait |
| - Promotion en Division Nationale 1934-1935 - Barrage pour la promotion en Division Nationale 1934-1935 - Forfait en cours de saison - R : Relégué de la Division Nationale 1932-1933 |                            |         |         |         |         |         |         |         |         |

## Effectif et statistiques
| P | Joueur              | Âge | Depuis | Cht | But inscrit | CF | But inscrit |
| - | ------------------- | --- | ------ | --- | ----------- | -- | ----------- |
| G | Israël Elsner       |     |        | 18  |             | 5  |             |
| G | Robert Lesieur      |     |        | 6   |             |    |             |
| D | Roland Balavoine    |     |        | 22  |             | 5  |             |
| D | André Lapierre      |     |        | 7   |             |    |             |
| D | Ferenc Niko         |     |        | 14  |             | 3  |             |
| M | Augustin Chantrel   |     |        | 22  |             | 5  |             |
| M | Adalbert Hawlick    |     |        | 23  | 1           | 5  |             |
| M | Marcel Braun        |     |        | 1   |             |    |             |
| M | André Lefèvre       |     |        | 6   |             | 2  |             |
| M | Ernst Löwinger      |     |        | 9   |             |    |             |
| M | Gaston Talairach    |     |        | 21  | 9           | 5  | 1           |
| A | Pierre Illiet       |     |        | 23  | 19          | 5  | 5           |
| A | Otto Karpfel        |     |        | 10  | 6           | 1  | 5           |
| A | Roger Labarbe       |     |        | 3   | 5           | 1  |             |
| A | Henri Ozenne        |     |        | 18  | 5           | 5  | 1           |
| A | Henri Saint-Georges |     |        | 20  | 1           | 4  | 1           |
| A | Louis Saint-Georges |     |        | 21  | 5           | 5  | 5           |
| A | Georges Taisne      |     |        | 12  | 4           | 4  | 2           |
| ? | ? Lemesre           |     |        | 1   |             |    |             |
| ? | François Nowak      |     |        | 4   | 1           |    |             |
| ? | Fernand Blot        |     |        | 1   |             |    |             |
| ? | Georges Ondrej      |     |        | 1   |             |    |             |
| ? | Emmanuel Smejkal    |     |        | 1   |             |    |             |
|   | contre son camp     |     |        |     | 1           |    | 1           |
|   | données manquantes  |     |        |     | 2           |    |             |
|   |                     |     | total  | 264 | 59          | 55 | 19          |

## Résultats

### Championnat de Division Interrégionale
Les feuilles de matchs ont été rédigées à partir des sources situées dans le corps du texte.
| 1er journée - 2e          | Le Havre AC | 2 - 4 | Amiens AC |                                                    |                                                    |
| Dimanche 3 septembre 1933 |             | (-)   |           | Stade de la Cavée verte, Le Havre AC Arbitrage : ? | Stade de la Cavée verte, Le Havre AC Arbitrage : ? |

| 2e journée - 1er                   | Amiens AC | 5 - 2   | US servannaise et malouine                                                                           |                                                 |                                                 |
| Dimanche 10 septembre 1933 15 h 30 | Karpfel 26e · Karpfel 65e · ? 75e (csc) · L. Saint-Georges 76e · ? 82e                                                       | (1 - 1) | 2e Hirzer · 46e Roussel                                                                              | Stade Moulonguet, Amiens Arbitrage : M. Virolle | Stade Moulonguet, Amiens Arbitrage : M. Virolle |
| Dimanche 10 septembre 1933 15 h 30 | Elsner - Balavoine, Lapierre - Hawlick, Löwinger, Chantrel - L. Saint-Georges, Illiet, Tallayrach, Karpfel, H. Saint-Georges | Équipes | Bichot - Wartel, Chartier - Laurent, Strobl, J. Wilhem - Roussel, Loncle, S. Wilhem, Hirzer, Oueillé | Stade Moulonguet, Amiens Arbitrage : M. Virolle | Stade Moulonguet, Amiens Arbitrage : M. Virolle |

| 3e journée - 2e            | FC Mulhouse | 3 - 1 | Amiens AC |                                     |                                     |
| Dimanche 17 septembre 1933 |             | (-)   |           | Stade de Bourtzwiller, Bourtzwiller | Stade de Bourtzwiller, Bourtzwiller |

| 4e journée - 7e            | RC Roubaix                           | 4 - 3   | Amiens AC |                             |                             |
| Dimanche 24 septembre 1933 | ? 8e · Barrett 27e · Barrett 40e · ? | (3 - 0) | ? · ? · ? | Parc Jean-Dubrulle, Roubaix | Parc Jean-Dubrulle, Roubaix |

| 5e journée - 4e           | Amiens AC                        | 3 - 2   | RC Strasbourg |                          |                          |
| Dimanche 1er octobre 1933 | Labarbe 55e · Tallayrach · ? 85e | (0 - 1) | 45e ? · 70e ? | Stade Moulonguet, Amiens | Stade Moulonguet, Amiens |

| 6e journée - 5e         | Amiens AC | reporté | RC Calais |                          |                          |
| Dimanche 8 octobre 1933 |           | (-)     |           | Stade Moulonguet, Amiens | Stade Moulonguet, Amiens |

| 7e journée - 7e          | US Tourcoing                  | 5 - 1   | Amiens AC |  |  |
| Dimanche 15 octobre 1933 | ? 5e · Delahousse · ? · ? · ? | (2 - 1) | Taisne    |  |  |

| 8e journée - 9e          | Amiens AC                          | 2 - 4   | FC rouennais                             |                          |                          |
| Dimanche 22 octobre 1933 | Karpfel 31e · ?. Saint-Georges 70e | (1 - 2) | Nicolas · Geoffroy · 52e ? · 73e Nicolas | Stade Moulonguet, Amiens | Stade Moulonguet, Amiens |

| 9e journée - 10e         | US suisse | reporté | Amiens AC |  |
| Dimanche 29 octobre 1933 |           |         |           |  |

| 10e journée - 11e        | Red Star Olympique                                | 5 - 1   | Amiens AC |                            |                            |
| Dimanche 5 novembre 1933 | Mairesse · Edmunds · Edmunds · Finamore · Edmunds | (4 - 1) | Illiet    | Stade de Paris, Saint-Ouen | Stade de Paris, Saint-Ouen |

| 11e journée - 11e       | Amiens AC                             | 3 - 3   | US Valenciennes-Anzin |                          |                          |
| Samedi 11 novembre 1933 | Talleyrach · Talleyrach · Karpfel 90e | (2 - 3) | Wagi · Pinteau · ?    | Stade Moulonguet, Amiens | Stade Moulonguet, Amiens |

| 12e journée - 12e         | FC Metz                  | 4 - 3   | Amiens AC          |                                             |                                             |
| Dimanche 26 novembre 1933 | Ulreich · ? · ? · Fosset | (3 - 2) | 7e Karpfel · ? · ? | Stade Saint-Symphorien, Longeville-lès-Metz | Stade Saint-Symphorien, Longeville-lès-Metz |

| 13e journée - 11e        | Amiens AC                         | 4 - 2   | Club français |                          |                          |
| Dimanche 3 décembre 1933 | Taisne · Illiet · Taisne · Illiet | (2 - 0) | ? · ?         | Stade Moulonguet, Amiens | Stade Moulonguet, Amiens |

| 14e journée - 8e          | Amiens AC           | 3 - 2   | Le Havre AC  |                          |                          |
| Dimanche 17 décembre 1933 | Illiet · ? · Illiet | (2 - 1) | Dumesnil · ? | Stade Moulonguet, Amiens | Stade Moulonguet, Amiens |

| 15e journée - 12e      | US servannaise et malouine                                                                     | 3 - 1   | Amiens AC |                                  |                                  |
| Lundi 25 décembre 1933 | Bénès · Roussel · Roussel                                                                      | (3 - 0) | ? | Saint-Malo Arbitrage : M. Bouley | Saint-Malo Arbitrage : M. Bouley |
| Lundi 25 décembre 1933 | Thoraval - Noury, Chartier - Laurent, Strobl, Chollet - Roussel, Bocon, Bénès, Hirzer, Oueillé | Équipes | Elsner - Balavoine, Niko - Lefèvre, Tallayrach, Hawlick - L. Saint-Georges, Ozenne, Illiet, Chantrel, H. Saint-Georges | Saint-Malo Arbitrage : M. Bouley | Saint-Malo Arbitrage : M. Bouley |

| 6e journée - 12e             | Amiens AC | 2 - 3 | RC Calais |                          |                          |
| Entre 25 et 30 décembre 1933 |           | (-)   |           | Stade Moulonguet, Amiens | Stade Moulonguet, Amiens |

| 9e journée - 12e        | US suisse | reporté | Amiens AC |  |
| Samedi 30 décembre 1933 |           |         |           |  |

| 16e journée - 11e      | Amiens AC                                    | 5 - 1   | FC Mulhouse |                          |                          |
| Lundi 1er janvier 1934 | ? 8e · Taisne 38e · Labarbe · Taisne 38e · ? | (2 - 0) | ?           | Stade Moulonguet, Amiens | Stade Moulonguet, Amiens |

| 17e journée - 10e        | Amiens AC  | 1 - 1   | RC Roubaix |                          |                          |
| Dimanche 14 janvier 1934 | Illiet 85e | (0 - 1) | ?          | Stade Moulonguet, Amiens | Stade Moulonguet, Amiens |

| 18e journée - 11e        | RC Strasbourg | 1 - 1   | Amiens AC  |                                |                                |
| Dimanche 28 janvier 1934 | Presch 85e    | (0 - 1) | Talleyrach | Stade de la Meinau, Strasbourg | Stade de la Meinau, Strasbourg |

| 19e journée - 11e        | RC Calais | 2 - 0   | Amiens AC |  |  |
| Dimanche 11 février 1934 | ? 14e · ? | (1 - 0) |           |  |  |

| 20e journée - 10e        | Amiens AC                 | 3 - 1   | US Tourcoing |                          |                          |
| Dimanche 25 février 1934 | Guillier 13e · Illiet · ? | (2 - 1) | ?            | Stade Moulonguet, Amiens | Stade Moulonguet, Amiens |

| 21e journée - 10e     | FC rouennais                          | 4 - 0   | Amiens AC |                                       |                                       |
| Dimanche 18 mars 1934 | Nicolas · Rio 36e · Rio · Nicolas 51e | (3 - 0) |           | Stade des Bruyères, Le Petit-Quevilly | Stade des Bruyères, Le Petit-Quevilly |

| 22e journée - 8e        | Amiens AC | forfait | US suisse |                          |                          |
| Dimanche 1er avril 1934 |           |         |           | Stade Moulonguet, Amiens | Stade Moulonguet, Amiens |

| 23e journée - 8e      | Amiens AC                                    | 4 - 2   | Red Star Olympique |                          |                          |
| Dimanche 8 avril 1934 | Novak 19e · Illiet 39e · Talleyrach · Illiet | (2 - 1) | (csc) Niko · 62e ? | Stade Moulonguet, Amiens | Stade Moulonguet, Amiens |

| 24e journée - 8e       | US Valenciennes-Anzin | 5 - 1 | Amiens AC |                               |                               |
| Dimanche 15 avril 1934 |                       | (-)   |           | Stade Nungesser, Valenciennes | Stade Nungesser, Valenciennes |

| 25e journée - 8e       | Amiens AC       | 2 - 3   | FC Metz       |                          |                          |
| Dimanche 29 avril 1934 | Hawlick 68e · ? | (0 - 2) | 20e ? · ? · ? | Stade Moulonguet, Amiens | Stade Moulonguet, Amiens |

| 26e journée - 9e    | Club français | reporté | Amiens AC |  |
| Dimanche 6 mai 1934 |               |         |           |  |

| 26e journée - 8e           | Club français | 1 - 6   | Amiens AC                                                         |                                |                                |
| Samedi 12 mai 1934 15 h 00 | Mercier 1re   | (1 - 5) | Illiet · Illiet · Illiet · Illiet · 44e Illiet · L. Saint-Georges | Stade des Suisses, Saint-Mandé | Stade des Suisses, Saint-Mandé |

### Coupe de France
Les feuilles de matchs ont été rédigées à partir des sources situées dans le corps du texte.
| 4e tour                   | Amiens AC | 10 - 1 | (A) AF La Garenne-Colombes |   |   |
| Dimanche 19 novembre 1933 |           | (-)    |                            | ? | ? |

| 32e de finale             | Amiens AC | 2 - 0 | (A) AS Troyes Sainte-Savine |   |   |
| Dimanche 10 décembre 1933 |           | (-)   |                             | ? | ? |

| 16e de finale           | Amiens AC                                            | 5 - 0   | (A) RC lensois |         |         |
| Dimanche 7 janvier 1934 | Illiet 8e · Taisne 67e · Ozenne 69e · Illiet 70e · ? | (1 - 0) |                | Roubaix | Roubaix |

| 8e de finale            | Amiens AC                                                                      | 4 - 1   | (1) CA Paris |           |           |
| Dimanche 4 février 1934 | Ozenne 44e · ?. Saint-Georges 49e (pen.) · ?. Saint-Georges · ?. Saint-Georges | (1 - 1) | Guimbard     | Tourcoing | Tourcoing |

| Quart de finale      | FC Sète (1)                                                                                          | 3 - 0   | Amiens AC |                                                                                              |                                                                                              |
| Dimanche 4 mars 1934 | Luckacs 75e · Benouna 78e · Luckacs 86e                                                              | (0 - 0) | | Stade Geoffroy-Guichard, Saint-Étienne Spectateurs : environ 4 000 Arbitrage : M. Capdeville | Stade Geoffroy-Guichard, Saint-Étienne Spectateurs : environ 4 000 Arbitrage : M. Capdeville |
| Dimanche 4 mars 1934 | Llense - Hillier, Capelle - Gabrillargues, Bukovi, Dupont - Monsallier, Beck, Luckacs, Cros, Benouna | Équipes | Elsner - Balavoine, Niko - Chantrel, Talleyrack, Hawlick - L. Saint-Georges, Ozenne, Taisne, Illiet, H. Saint-Georges | Stade Geoffroy-Guichard, Saint-Étienne Spectateurs : environ 4 000 Arbitrage : M. Capdeville | Stade Geoffroy-Guichard, Saint-Étienne Spectateurs : environ 4 000 Arbitrage : M. Capdeville |